# F-1 Tag Team Championship
L'F-1 Tag Team Championship era un titolo non ufficiale della federazione di puroresu giapponese All Japan Pro Wrestling (AJPW) che nel 2015 è stato ripreso da Wrestle-1.
Questo titolo (dove F-1 significa "Fake-1 Grand Prix" e dove Fake significa falso) non nacque come vero e proprio titolo di wrestling e con relativo campionato ma come forma comica voluta da Keiji Muto.

## Storia
Nel dicembre del 2006 l'allora presidente della AJPW (Keiji Muto) ospitò nell'evento All Japan Pro Wrestling "Fan Appreciation Day" 2006 il cabarettista e comico giapponese Satoshi Okumura (noto in Giappone per le sue satiriche impersonazioni di numerosi sportivi locali e con il nome d'arte "Kannazuki") e con lui combatté un tag team match sconfiggendo gli avversari ed aggiudicandosi questo titolo. 

Il match (in realtà solo una farsa scherzosa), fu ripetuto nell'All Japan Pro Wrestling "Fan Appreciation Day" 2010  dove, una nuova coppia formata da un altro cabarettista (Koriki Choshu) ed un vero lottatore (Ryota Hama) di nuovo vinse questo titolo. Ed ancora fu vinto nello stesso evento del 2011 (cabrettista Makoto Izubuchi e lottatore Manabu Soya) e di nuovo fu vinto nel 2012 dal primo cabarettista (Satoshi Okumura) ed un vero lottatore (Takao Omori).

Nel 2013, l'anno di fondazione di Wrestle-1 (e quindi il primo in cui AJPW non ebbe più Muto come presidente), AJPW abbandonò questo titolo.
Nell'ottobre del 2015 Wrestle-1 annuncia il ripristino del titolo e nella propria manifestazione Wrestle-1 Tour 2015 Fan Appreciation Day venne ripetuto il match combattuto da Kannazuki e Muto che vinsero il titolo di coppia.

## Albo d'oro
| Wrestler       | Regni | Data              | Luogo    | Note                                   |
| -------------- | ----- | ----------------- | -------- | -------------------------------------- |
| Masayuki Kono  | 1     | 8 ottobre 2014    | Tokyo    | Sconfisse Kai nella finale del torneo. |
| Keiji Muto     | 1     | 1º novembre 2014  | Tokyo    |                                        |
| Kai            | 1     | 8 marzo 2015      | Tokyo    |                                        |
| Hideki Suzuki  | 1     | 1º aprile 2015    | Tokyo    |                                        |
| Kai            | 2     | 12 luglio 2015    | Tokyo    |                                        |
| Manabu Soya    | 1     | 21 settembre 2015 | Tokyo    |                                        |
| Yuji Hino      | 1     | 10 gennaio 2016   | Tokyo    |                                        |
| Kai            | 3     | 4 maggio 2016     | Tokyo    |                                        |
| Daiki Inaba    | 1     | 11 agosto 2016    | Yokohama |                                        |
| Masayuki Kono  | 2     | 2 novembre 2016   | Tokyo    |                                        |
| Shotaro Ashino | 1     | 20 marzo 2017     | Tokyo    |                                        |